# الحزب الشيوعي المالايوي
الحزب الشيوعي المالايوي، المعروف أيضا باسم الحزب الشيوعي لمالايا، هو حزب سياسي في اتحاد مالايا وماليزيا. تأسس في 1930 وتم حله في 1989. كان له دور كبير في الطوارئ المالايوية.